# فالزروده
والزروده (بالألمانية: Walsrode) هي بلدة ألمانية تقع في سكسونيا السفلى في ألمانيا. يقدر عدد سكانها بـ 24,433 نسمة .

## المدن التوأمة
مدن Gernrode، هيبينغ (مينيسوتا)، كوفل وزالتبومل هي مدن توأمة لـوالزروده.